# Illiesonemoura punjabensis
Illiesonemoura punjabensis är en bäcksländeart som först beskrevs av Jewett 1958.  Illiesonemoura punjabensis ingår i släktet Illiesonemoura och familjen kryssbäcksländor. Inga underarter finns listade i Catalogue of Life.